# Kai Wiedenhöfer
Kai Wiedenhöfer (3. března 1966, Villingen-Schwenningen, Bádensko-Württembersko – 9. ledna 2024) byl německý fotograf.

## Životopis
Kai Wiedenhöfer se narodil ve Schwenningenu, ale dětství prožil v Kirchheimu. Vystudoval fotožurnalistiku na Folkwang-Hochschule v Essenu a arabštinu v Damašku (Sýrie). Často pracoval pro agenturu Lookat Photos ve švýcarském Curychu. V době své smrti žil již řadu let v Berlíně. 

### Kontroverze
Dne 21. listopadu 2010 vstoupili aktivisté z Židovské obranné ligy do muzea moderního umění města Paříže, které hostilo výstavu Kai Wiedenhöfera o Gaze  s názvem Regard sur une terre meurtrie („Pohled na pohmožděnou zemi“). Výstavu označili za antisemitskou a zapojení do násilí a degradace. CRIF protestoval proti pořádání této výstavy s ohledem na to, že fotograf „nechce pouze ukazovat oběti válečných operací, jak tomu bohužel je ve všech ozbrojených konfliktech. Je to dílo propagandy.“
Nicolas Shahshahani, viceprezident sdružení CAPJPO-EuroPalestine prohlásil:
[…] Umělci nesmí kapitulovat a zavírat ústa. Musíme pokračovat v jejich otevírání, ať už jsou to Izraelci nebo Palestinci.

K obviněním vzneseným proti němu prohlásil Kai Wiedenhöfer:
Obvinit mě, že jsem pro Hamás? Ale Hamás se mi místo toho snažil bránit v práci! Nelíbí se jim, že se uvádí, že obyvatelé Gazy s nimi nejsou spokojeni. Jedna z těchto fotografií navíc ukazuje ženu, která přišla o nohu: stala se obětí konfliktu s Hamásem..

## Ceny a ocenění
Kai Wiedenhöfer získal řadu fotografických ocenění :
- Prix Carmignac du photojournalisme 2009 za The Book of Destruction na téma Pásmo Gazy
- 2002 Alexia Prize (Grant Alexia za kulturní porozumění a světový mír)
- World Press Photo 2002 a 2004
- Leica Medal of Excellence 2002
- Cena W. Eugena Smithe 2002
- Cena Hansely Miethové za fotoreportáž 1998
- World Press Masterclass 1995 v Amsterdamu

## Publikace
- Forty out of One Million, MW Photoprojects 2015[8]
- Confrontier, Steidl, Göttingen 2013.
- Checkpoint Huwara, with Karin Wenger, Neue Züricher Zeitung Publisher 2008
- The Book of Destruction, 2009
- Wall, éditions Steidl, 2007
- Perfect Peace : The Palestinians from Intifada to Intifada, ed. Steidl, 2003

## Samostatné výstavy (výběr)
- 2003: Bienále umění v Sharjah/Dubaj. Setkání africké fotografie, Bamako. Visa for Image, Perpignan.
- 2004: Institut forgein Relations (IFA) Stuttgart.
- 2010: Muzeum moderního umění města Paříže.
- 2011: Qattan Foundation, Londýn, Estoril Film Festival, Lisabon.
- 2013: WALLONWALL, výstava pokrývající 364 m nebo 1 200 m2 Berlínské zdi
- 2015: WARonWALL – boj v Sýrii, filmový festival Lisabon.